# 變葉鼠李
變葉鼠李（学名：Rhamnus kanagusuki）为鼠李科鼠李屬下的一个种。